# Копи-лувак
Ко́пи-лува́к, ко́пи лу́вак или ко́пи лю́вак (индон. kopi luwak) — разновидность кофе, которая производится путём выкармливания и дефекации кофейных зёрен мусангами. Этот кофе производится в промышленных масштабах в Индонезии, на Филиппинах (где называется также «Капе Аламид»), в Южной Индии и во Вьетнаме (называется cà phê chồn, «ка фэ чон»). Копи-лувак — один из самых дорогих сортов кофе в мире: его стоимость порядка 1300 долларов за килограмм кофейных ягод, собранных в дикой природе.

## Особенности производства

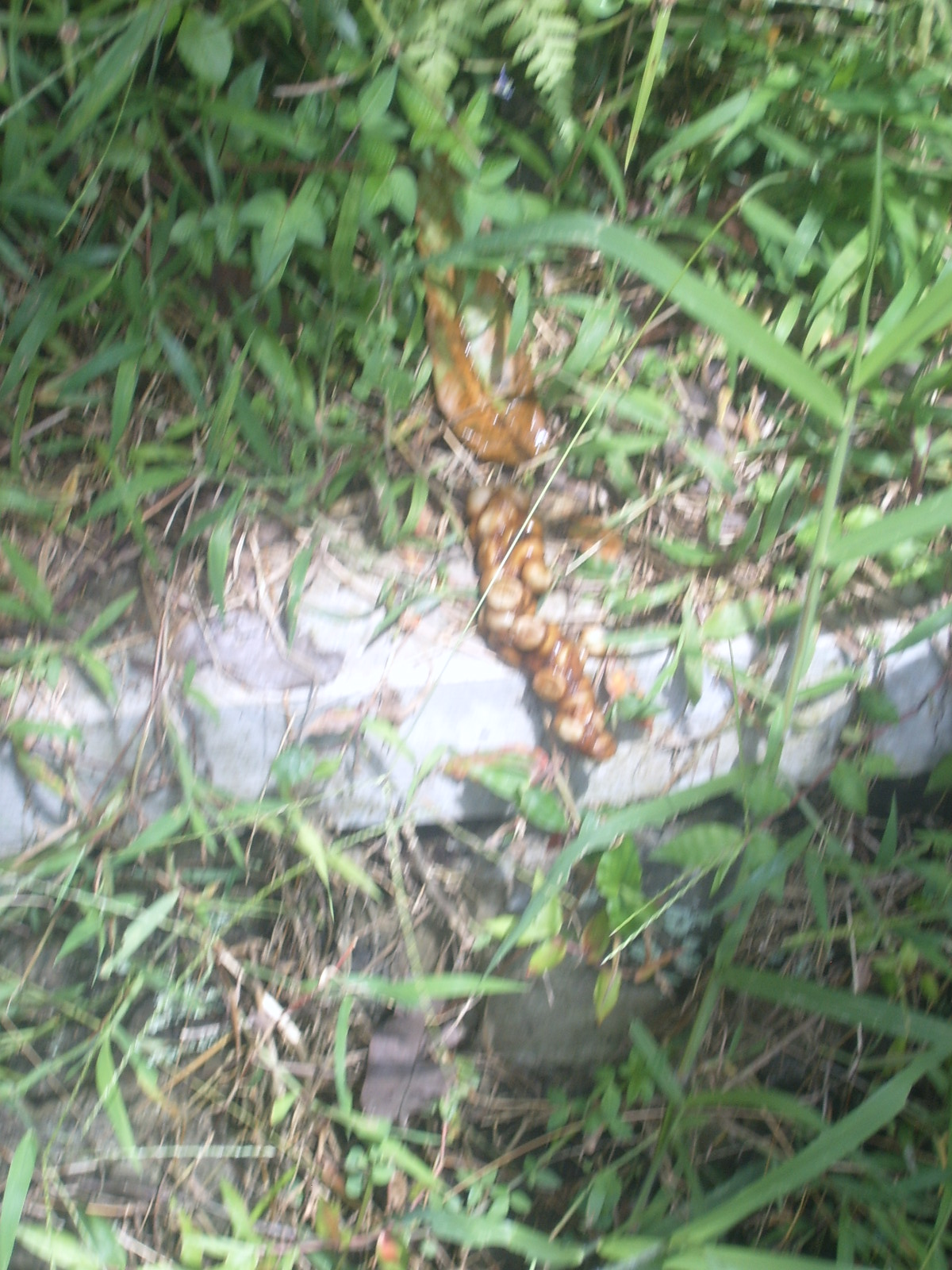
Зёрна кофе в экскрементах мусанга

Процесс производства зёрен кофе копи-лувак состоит в том, что мусанги (Paradoxurus hermaphroditus, зверёк семейства виверровых) поедают спелые плоды кофейного дерева (кофейные вишни), переваривают окружающую кофейные зёрна мякоть и испражняют зёрнышки кофе, которые затем собираются людьми, моются и сушатся на солнце.
Особый вкус копи-лювак объясняют комбинацией кислотного и ферментативного воздействия. Во время прохождения плодов через желудочно-кишечный тракт мусангов их желудочный сок и пищеварительные ферменты проникают сквозь эндокарп ягоды и расщепляют резервные белки. В результате этого воздействия пептидные цепочки сокращаются, что влечёт за собой изменение аминокислотного состава и влияет на аромат кофейных зёрен. В процессе обжаривания протеины зёрен подвергаются реакции Майяра. Также на зёрна могут влиять бактерии желудочно-кишечного тракта и выделения желёз мусангов, в состав которых входит цибетин. Поскольку считается, что мусанги выбирают только самые спелые и вкусные кофейные ягоды, это может влиять на уменьшение горечи конечного продукта за счёт процесса соложения. Вместе с тем через пищеварительный тракт млекопитающих пропускают кофе и некоторых других элитных марок (например, «Чёрный бивень»).
Считается, что мусанги выбирают только самые спелые и вкусные кофейные вишни, а объём производства этого кофе не превышает нескольких сотен килограммов в год. Однако в настоящее время этот вид кофе нередко производится в промышленных масштабах на специальных зверофермах. Зверьки на таких зверофермах содержатся в клетках и лишены возможности свободно передвигаться по веткам в поисках лучших кофейных ягод. Очевидно, в неволе мусанги, являющиеся к тому же хищниками, не могут выбирать самые спелые ягоды и вынуждены есть то, чем их кормит персонал. Также в условиях ферм пищевой рацион мусангов отличается от естественного, что, возможно, отражается и на вкусе напитка. Кроме того, разработаны способы искусственной ароматизации кофе цибетином.